# N-Acetilgalactosamina
La N-Acetilgalactosamina (también llamada GalNAc, 2-Acetamido-2-deoxi-D-galactopiranosa o N-Acetil-D-galactosamina) es un monosacárido derivado de la galactosa.

## Función
En humanos es el carbohidrato terminal del antígeno del grupo sanguíneo A. También se describe como el primer monosacárido que conecta con la serina o la treonina en determinadas formas de la O-glicosilación de proteínas.
La N-Acetilgalactosamina también es necesaria a nivel de la comunicación intercelular y se encuentra a mayores concentraciones en las estructuras que conforman los nervios sensoriales tanto de humanos como de animales.